# Notodytes variabilis
Notodytes variabilis är en tvåvingeart som beskrevs av Aldrich 1934. Notodytes variabilis ingår i släktet Notodytes och familjen parasitflugor. Inga underarter finns listade i Catalogue of Life.